# Mayfair Studios
Die Mayfair Studios waren ein Tonstudio in Primrose Hill, London, England. Ursprünglich waren die Studios in den 1960er Jahren im Londoner Stadtteil Mayfair ansässig, wonach sie benannt sind.  Viele namhafte Künstler und Musiker wie etwa Tina Turner, The Clash, Pink Floyd, die Bee Gees, Nigel Kennedy und Kroke, sowie The Smiths nutzten in der Vergangenheit die Studios zur Aufnahme ihrer Musik.

## Geschichte
Vor 1975 gehörten die Aufnahme-Studios zur Ryemuse Ltd. und wurden Spot Studios genannt. Sie befanden sich in der 64 South Molton Street in Mayfair oberhalb der dortigen Drogerie. John Hudson war dort als technischer Leiter angestellt. Dieser war zuvor bei BBC beschäftigt, wo er für die Ausstrahlung von Livedarbietungen für TV-Programme wie Jimi Hendrix Color Me Pop oder Match of the Day zuständig war. Während der 1970er Jahre war Hudson als Tontechniker bei Mayfair für mancherlei Erfolgsplatten verantwortlich, so unter anderem für "Vienna" von Ultravox, "Fade to Grey" von Visage (mit Steve Strange) und "Shang-A-Lang" von den Bay City Rollers, welches von Phil Coulter produziert wurde.
1977 übernahm John Hudson mit seiner Frau Kate die Unternehmensführung. Im Jahr 1979 erwarben sie schließlich das Tonstudio. 1980 siedelten sie in die Sharpleshall Street nach Primrose Hill über. Dort wurden die Studios erneut eröffnet, da die Adresse in der 64 South Molton Street verkauft werden sollte. Hudson war außerdem maßgeblich am neuen Konzept der Tonstudios beteiligt, daneben waren aber auch die Studiodesigner Eddie Veale und Ken Shearer (akustischer Berater in der Royal Albert Hall) Ideengeber. Jim Crokett von Crockett Associates wurde für die Planung und Konzeptionierung der Schalldämmung von Studio 1 hinzugezogen und fungierte darüber hinaus als Rezeptionist. Anfänglich bestand die neue Anlage lediglich aus zwei Studios, welche aber in den folgenden 30 Jahren auf sechs erweitert wurden. 
Im April 1980 waren bereits in der ersten Woche am neuen Standort fünf Alben in den Music Week-Charts gelistet, welche von John Hudson in den alten Mayfair Studios aufgenommen wurden. Dieser Triumph griff auf den neuen Studiokomplex in Primrose Hill über und war die Initialzündung einer 30-jährigen Erfolgssträhne der Mayfair Studios wie auch der Künstler die dort aufnahmen. Schließlich wurde geschäftlich so lange expandiert, bis die berühmten Studios 1, 2 und 3 unter einem Dach vereint waren. Die Räume wurden unter anderem von Journalisten, Produzenten und Künstlern wie Matt Rowe von den Spice Girls, dem Produzententeam Robbie Williams und Guy Chambers sowie Herbert Grönemeyer und seinem Produzenten Alex Silva genutzt. Über die Jahre sammelte sich so eine lange Reihe von Hitalben eines bemerkenswerten und umfangreichen Aufgebots von Künstlern und Produzenten an. Die vollständige Liste sämtlicher Hitalben der Studios kann auf der offiziellen Homepage John Hudson Mayfair eingesehen werden.
Im Jahr 2008 wurden die Mayfair Studios geschlossen. Die näheren Umstände werden im Buch „What’s Mayfair got to do with It?“ beleuchtet. Mittlerweile wird weltweit über Versicherungsunternehmen, die versäumt hätten, rechtmäßige Geldansprüche auszuzahlen sowie Anwälte und Buchhalter, die ihren Verpflichtungen nicht ausreichend nachkamen spekuliert. Diese sollen für die Schließung eines der weltweit angesehensten und beliebtesten Tonstudios verantwortlich sein.